# Sebastian Tyrała
Sebastian Tyrała, né le 22 février 1988 à Racibórz, est un footballeur international polonais. Il est milieu de terrain devenu entraîneur.

## Carrière

### En club
À 11 ans, Sebastian Tyrała rejoint le Borussia Dortmund, et s'aguerrit dans les différentes équipes de jeunes. Cinq ans plus tard, il signe son premier contrat professionnel. 
Mais en 2005, il se rompt le ligament croisé antérieur du genou gauche, et est contraint d'être écarté des terrains pendant six mois. En avril 2005, alors qu'il fait son retour à l'entraînement, il se casse le ménisque, et doit repasser par la case infirmerie.
Le 22 septembre 2006, Tyrała fait ses débuts avec l'équipe première, face au Borussia Mönchengladbach (défaite 1-0). Lors de cette même saison, il joue cinq autres rencontres. 
En 2007-2008, il ne dispute qu'une rencontre, et dispute l'ensemble de l'année en équipe réserve. La situation est toujours la même en 2008, où il n'arrive pas à s'imposer au Borussia.
En 2010, il signe au VfL Osnabrück. Malheureusement le club est relégué en fin de saison en 3.Bundesliga et Sebastian rebondit en s'engageant le 5 juin 2011 avec le SpVgg Greuther Fürth.

### En sélection
Sebastian Tyrała a disputé plusieurs matches avec l'équipe d'Allemagne des moins de 19 ans. Il y inscrit son premier but en septembre 2006. En 2007, il dispute le Championnat d'Europe des moins de 19 ans, qui se tient en Autriche.
Néanmoins, il acquiert un passeport polonais du fait de ses origines et de son lieu de naissance, désirant à l'inverse de Miroslav Klose ou de Lukas Podolski, eux aussi ayant émigré en Allemagne, jouer avec la Pologne
Le 21 novembre 2008, Tyrała est appelé par le sélectionneur polonais, Leo Beenhakker, à assister à un entraînement de l'équipe en Turquie, qui doit quelques jours plus tard affronter la Serbie en match amical à Antalya. Le 14 décembre, il participe à ce match, étant le premier du joueur sous ses nouvelles couleurs. Il est en effet titularisé dans un onze de départ polonais totalement remanié, puis remplacé par Szymon Pawłowski à la 56e minute de jeu.

### Palmarès
- Finaliste de la Coupe d'Allemagne : 2008
- Supercoupe d'Allemagne : 2008
- Champion de 2.Bundesliga : 2012.